# 19. julij
19. julij je 200. dan leta (201. v prestopnih letih) v gregorijanskem koledarju. Ostaja še 165 dni.

## Dogodki
- 711 – muslimanske sile premagajo Vizigote
- 1333 – z bitko pri Halidon Hillu poteka še zadnja bitka za škotsko neodvisnost
- 1720 – v Franciji zabeležijo prvo inflacijo
- 1848 – v ZDA se začne prvi kongres žensk
- 1870 – Francija Prusiji napove vojno
- 1873 – William Gosse kot prvi Evropejec odkrije Ayersovo skalo (Uluru)
- 1877 – v Wimbledonu se zaključi prvi teniško turnir
- 1900 – odprt prvi odsek pariške podzemne železnice
- 1906 – odprli Bohinjsko progo
- 1918 – nemška vojska se umakne za reko Marno
- 1942 – admiral Karl Dönitz ukaže umik nemških podmornic izpred obale ZDA
- 1943 – zavezniki prvič bombardirajo Rim
- 1967 – v trčenju dveh letal nad Severno Karolino umre 82 ljudi
- 1976 – v Nepalu odprejo narodni park Sagarmatha
- 1979 – sandinisti strmoglavijo od ZDA podprt režim v Nikaragvi
- 1985 – ameriški podpredsednik George Herbert Walker Bush oznani, da bo Christa McAuliffe kot prva učiteljica poletela z raketoplanom
- 1989 – v strmoglavljenju DC-10 pri Sioux Cityju (Iowa) izgubi življenje 112 ljudi, 184 potnikov zaradi pilotove reakcije preživi

## Rojstva
- 1223 - Bajbars, mameluški sultan Egipta in Sirije († 1277)
- 1698 – Johann Jakob Bodmer, švicarski zgodovinar, pisatelj († 1783)
- 1744 – Heinrich Christian Boie, nemški pesnik († 1806)
- 1759 – Prohor Mošnin - sveti Serafim iz Sarova, ruski menih, mistik († 1833)
- 1789 – John Martin, angleški slikar († 1854)
- 1814 – Samuel Colt, ameriški izumitelj revolverja († 1862)
- 1819 – Gottfried Keller, švicarski pesnik in pisatelj († 1890)
- 1834 – Edgar Degas, francoski slikar, kipar († 1917)
- 1835:  
  - Magdalena Gornik, slovenska mistikinja in Božja služabnica († 1896)
  - Justo Rufino Barrios, gvatemalski predsednik († 1885)

- 1846 – Edward Charles Pickering, ameriški astronom, fizik († 1919)
- 1865 – Georges Friedel, francoski kristalograf († 1933)
- 1868 – Francesco Saverio Nitti, italijanski ekonomist, politik, predsednik vlade († 1953)
- 1876 – Ignaz Seipel, avstrijski kancler († 1932)
- 1893 – Vladimir Vladimirovič Majakovski, ruski pesnik († 1930)
- 1894 – Khawaja Nazimuddin, pakistanski predsednik vlade († 1964)
- 1895 – Vinko Bitenc, slovenski mladinski pisatelj, pesnik, dramatik in esperantist († 1956)
- 1896 – Archibald Joseph Cronin, škotski pisatelj († 1981)
- 1898 – Herbert Marcuse, nemško-ameriški sociolog, filozof († 1979)
- 1921 – Rosalyn Sussman Yalow, ameriška fizičarka in zdravnica, nobelovka 1977 († 2011)
- 1947 – Saša Frelih ''Mišo'', slovenski organist († 2025)
- 1980 – Urška Arlič Gololičič, slovenska operna pevka - sopranistka
- 1990 – Rosie Jones, angleška manekenka

## Smrti
- 1234 – Florjan IV., holandski grof (* 1210)
- 1249 – Jacopo Tiepolo, 43. beneški dož
- 1333 – Archibald Douglas, škotski regent (* 1298)
- 1352 – William Zouche, angleški vojskovodja, yorški nadškof
- 1374 – Francesco Petrarca, italijanski pesnik (* 1304)
- 1415 – Filipa Lancaster, angleška princesa, portugalska kraljica (* 1360)
- 1427 – Stefan Lazarević, srbski despot (* 1377)
- 1631 – Cesare Cremonini, italijanski filozof, aristotelovec in Galilejev rival (* 1550)
- 1810 – Louise Auguste Wilhelmine Amalie, pruska kraljica (* 1776)
- 1814 – Matthew Flinders, angleški pomorščak, kartograf (* 1774)
- 1855 – Konstantin Nikolajevič Batjoškov, ruski pesnik (* 1787)
- 1857 – Stefano Franscini, švicarski politik (* 1796)
- 1882 – Francis Maitland Balfour, angleški zoolog (* 1851)
- 1910 – Johann Gottfried Galle, nemški astronom (* 1812)
- 1914 – Janez Puch, slovensko-avstrijski inženir, industrialec (* 1862)
- 1932 – Fran Jesenko, slovenski botanik (* 1875)
- 1943 – Katarina Vasiljevna Budanova, ruska častnica, vojaška pilotka (* 1916)
- 1947 – Aung San, burmanski revolucionar (* 1915)
- 1965 – Syngman Rhee, južnokorejski predsednik (* 1875)
- 1980 – Nihat Erim, turški predsednik vlade (* 1912)
- 1985 – Janusz Andrzej Zajdel, poljski pisatelj (* 1938)
- 2003 – Pierre Graber, švicarski politik (* 1908)

## Prazniki in obredi
- Malezija – rojstni dan Yang di-Pertuana Besarja Ng Sembilana
- Mjanmar – dan mučenikov
- Nikaragva – dan narodne osvoboditve